# Cicurina maculipes
Espèce
Cicurina maculipes est une espèce d'araignées aranéomorphes de la famille des Cicurinidae.

## Distribution
Cette espèce est endémique de Hokkaidō au Japon,. Elle se rencontre vers Sapporo.

## Description
La femelle holotype mesure 2,8 mm.

## Systématique et taxinomie
Cette espèce a été décrite par Saito en 1934.

## Publication originale
- Saito, 1934 : « Spiders from Hokkaido. » Journal of the Faculty of Agriculture, Hokkaido Imperial University, vol. 33, no 5, p. 267-362.